# Виливавос
Виливавос (шп. Villivavos) је врста веома јаког и слаповитог северног ветра, који дува са Патагонских планина, где је поље антициклона, према области Магелановог мореуза, где је појас циклона. Ветара дува преко целе године.